# Zinkenbach-Karlgraben
Zinkenbach-Karlgraben este o arie protejată (arie specială de conservare — SAC, sit de importanță comunitară — SCI) din Austria întinsă pe o suprafață de 100,41 ha, integral pe uscat.

## Localizare
Centrul sitului Zinkenbach-Karlgraben este situat la coordonatele 47°40′36″N 13°21′18″E / 47.6767°N 13.355°E.

## Înființare
Situl Zinkenbach-Karlgraben a fost declarat sit de importanță comunitară în iulie 2002 pentru a proteja 2 specii de plante și 1 specie de animale. Situl a fost protejat și ca arie specială de conservare în iulie 2006.

## Biodiversitate
Situată în ecoregiunea alpină, aria protejată conține 7 habitate naturale: Râuri de munte și vegetația erbacee de pe malurile acestora, Tufărișuri cu Pinus mugo și Rhododendron hirsutum (Mugo-Rhododendretum hirsuti), Pajiști alpine și subalpine calcaroase, Grohotișuri calcaroase și de șisturi calcaroase de la nivelul montan până la nivelul alpin (Thlaspietea rotundifolii), Pante stâncoase calcaroase cu vegetație casmofită, Păduri de fag subalpine medio-europene cu Acer și Rumex arifolius, Păduri pe pante, grohotișuri și ravene de Tilio-Acerion.
La baza desemnării sitului se află mai multe specii protejate:
- plante (2): mușchi (Dicranum viride), Scapania massalongii
- nevertebrate (1): Rosalia alpina

Pe lângă speciile protejate, pe teritoriul sitului au mai fost identificate 3 specii de păsări, 2 specii de amfibieni.